# Aéropo de Lincéstide
Aéropo (en griego antiguo: Ἀέροπος) fue un general macedonio (hegemón) del ejército del rey Filipo II en la época de la batalla de Queronea en el 338 a. C. Si era idéntico al padre del mismo nombre de los tres traidores Arrabeo, Herómenes (ambos m. 336 a. C.) y Alejandro (m. 330 a. C.), procedía del país de la Alta Macedonia, Lincéstide, quizás como miembro de una familia principesca.
Junto con el oficial Damasipo, Aéropo no solo fue expulsado del ejército por el rey Filipo II en el 338 a. C., sino que también fue desterrado de Macedonia después de que ambos fueran culpables de indisciplina por permitir el acceso de un arpista al campamento.
Para la investigación histórica (véase Waldemar Heckel) este castigo por una falta disciplinaria más bien trivial parece demasiado duro y se explica con el posible origen de Aéropo de la familia principesca lincéstide, que tradicionalmente estaba en rivalidad con la casa real macedonia y posiblemente podría reclamar el trono de Macedonia. Esta suposición se apoya en una frase de Plutarco, que escribió sobre el asesinato de Filipo II: «Macedonia estaba fuera de sí y miraba a Amintas IV y a los hijos de Aéropo», lo que implica un derecho de sucesión al trono para sus hijos.
Así, el rey Filipo II pudo haber utilizado la ofensa menor de Aéropo en el 338 a. C. como pretexto para desterrar de su reino a un potencial perturbador político. El destierro, a su vez, puede haber contribuido a la motivación de algunos miembros de la familia (Arrabeo, Herómenes) en el asesinato de Filipo II.